# Alliopsis uniseta
Alliopsis uniseta este o specie de muște din genul Alliopsis, familia Anthomyiidae, descrisă de Griffiths în anul 1987.
Este endemică în New York. Conform Catalogue of Life specia Alliopsis uniseta nu are subspecii cunoscute.